# August Franz Essenius (Oberamtmann)
August Franz Essenius († 7. April 1758 in Dresden) war ein königlich-polnischer und kurfürstlich-sächsischer Oberamtmann.

## Leben

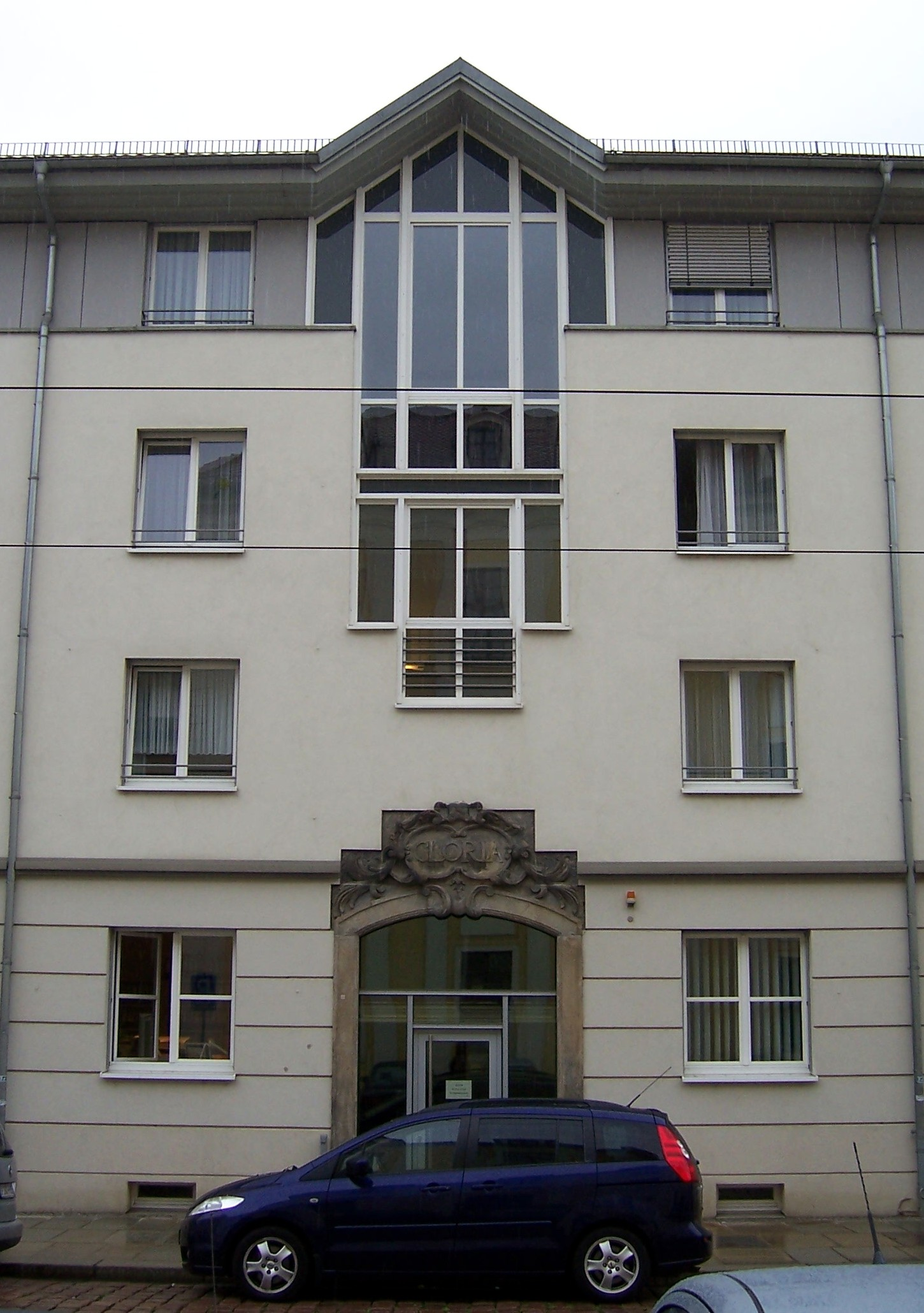
Erhaltenes Portal des Esseniusschen Hauses in der Dresdner Friedrichstadt

Er war der Sohn des Pfarrers Martin Eberhard Essenius in Breese im Bruche und der Dorothea geb. Weyelius. Der spätere Pfarrer Gebhard Johann Essenius war sein leiblicher Bruder.
Am 14. August 1723 wurde er, der bislang als Kammerkommissar tätig war, am Hof in Dresden durch Beamte des König-Kurfürsts August der Starke zum Amtmann von Gommern mit Elbenau bestallt. Im darauffolgenden Jahr kam sein aus der Ehe mit Anna Rosina geb. Stark hervorgegangener gleichnamiger Sohn August Franz Essenius in Gommern zur Welt, der wie der Vater eine Verwaltungslaufbahn in sächsisch-polnischen Diensten einschlug und später aufgrund seiner Verdienste in den Adelsstand erhoben wurde.
1732 wechselte August Franz Essenius von Gommern in die sächsische Landeshauptstadt, wo er zum Oberamtmann ernannt wurde. Auch unter dem Nachfolger Augusts des Starken blieb Essenius im Amt, 1747 erfolgte seine Beförderung zum Hof- und Justizrat. 1738 erwarb er als Geldanlage das sich bis dahin im Besitz des Rudolph August von Lüttichau befindliche Rittergut Kleinkmehlen für sich und seine Familie. Erst nach seinem Tod verkauften seine Kinder 1765 dieses Rittergut weiter, weil sie es selbst nicht nutzen wollten und konnten.
1738 ließ sich August Franz Essenius in Dresden ein repräsentatives Wohnhaus errichten, das als erster vollständig in Stein ausgeführter Bau der Friedrichstadt gilt. Er verkaufte es 1742 an den Minister Heinrich Graf von Brühl, der es 1747 an den Kurfürsten Friedrich August II. veräußerte. Letzterer kaufte es für das katholische St. Joseph-Krankenstift. Das Haus wurde bei der Bombardierung Dresdens gegen Ende des Zweiten Weltkriegs zerstört, ein erhaltenes Portal wurde in den Neubau integriert.
August Franz Essenius zog mit seiner Familie in das als Amtshaus genutzte Gebäude auf der Kreuzgasse in Dresden, wo er am Morgen des 7. April 1758 gegen 7 Uhr starb. Seine Leiche wurde drei Tage später in der Kirche in Dresden-Friedrichstadt beigesetzt.